# Акула-ангел
Акула-ангел (Squatina) — рід акул, єдиний у родині акулоангелові (Squatinidae) і ряді акулоангелоподібні (Squatiniformes).

## Опис
Акули-янголи мають широке сплощене тіло й тупе округлене рило з вусиками. Грудні плавці в них сильно збільшені, що, очевидно, послужило підставою для присвоєння цим рибам їхньої дивної назви — морські ангели. По зовнішньому вигляді ці акули дуже подібні зі скатами, але зяброві щілини в них розташовані з боків тіла, як й у всіх інших акул. Ознаки, що зближують морських ангелів зі скатоподібними — сплющене тіло; грудні плавці, що розширюються в передній частині; спинні плавці, які відсунуті дозаду — не свідчать про близьку спорідненість цих риб. Вони являють собою незалежно виниклі пристосування до подібного способу життя на дні моря. З погляду анатомії акули-янголи — справжні акули. Про це ж свідчать й особливості їхнього плавання: як і всі акули, вони пересуваються за допомогою коливальних рухів хвоста.

## Спосіб життя
Рід Squatina містить 23 види, які зустрічаються в помірковано теплих і субтропічних водах всіх океанів. Найбільший з них — Акула-ангел європейська (S. squatina), що живе в Середземному морі й біля атлантичного узбережжя Європи, досягає довжини 2,4 м і ваги 72 кг. Всі акули-янголи ведуть донний спосіб життя, віддаючи перевагу малим глибинам і нерідко зариваються у пісок. Втім, Акула-янгол американська (S. dumeril) була спіймана один раз на глибині, що перевищує 1200 м.

## Живлення
Їжу скватинових акул становлять дрібні донні риби (камбала, барабулька) і безхребетні (морські їжаки, молюски, краби).

## Розмноження
Всі види акул-янголів є яйцеживородними. Акула-ангел європейська, наприклад, приносить у літню пору до 25 акуленят, що мають довжину близько 30 см.

## Значення
Промислове значення акул-янголів невелике. У 1978 році Майкл Вагнер, власник риболовецької компанії в Санта-Барбарі, штат Каліфорнія, почав комерційний вилов акул-ангелів і у 1984 році вилов досяг 310 т. Промисел спустошив місцеву популяцію і в даний час регулюється законом.

## Види
Рід включає 27 видів:
- Squatina aculeata  Cuvier, 1829
- Squatina africana  Regan, 1908
- Squatina albipunctata  Last & White, 2008
- Squatina argentina  (Marini, 1930)
- Squatina armata  (Philippi, 1887)
- Squatina australis  Regan, 1906
- Squatina caillieti  Walsh, Ebert & Compagno, 2011
- Squatina californica  Ayres, 1859
- Squatina david  Acero P., Tavera, Anguila & Hernández, 2016[3]
- Squatina dumeril  Lesueur, 1818
- Squatina formosa  Shen & Ting, 1972
- Squatina guggenheim  Marini, 1936
- Squatina heteroptera  Castro-Aguirre, Espinoza Pérez & Huidobro Campos, 2007
- Squatina japonica  Bleeker, 1858
- Squatina leae Weigmann, Vaz, Akhilesh, Leeney & Naylor 202[4][5]
- Squatina legnota  Last & White, 2008
- Squatina mapama  Long, Ebert, Tavera, Acero P. & Robertson, 2021
- Squatina mexicana  Castro-Aguirre, Espinoza Pérez & Huidobro Campos, 2007
- Squatina nebulosa  Regan, 1906
- Squatina occulta  Vooren & da Silva, 1992
- Squatina oculata  Bonaparte, 1840
- Squatina pseudocellata  Last & White, 2008
- Squatina punctata  Marini, 1936
- Squatina squatina  (Linnaeus, 1758)
- Squatina tergocellata  McCulloch, 1914
- Squatina tergocellatoides  Chen, 1963
- Squatina varii Vaz & Carvalho, 2018[6][7]